# Stefan Knezevic
Stefan Knezevic (Luzern, 30 oktober 1996) is Zwitsers-Servisch voetballer die als verdediger speelt. Knezevic speelt voor FC Luzern waar hij ook zijn jeugdopleiding volgde.

## Jeugdjaren
Knezevic begon met voetballen bij FC Luzern, hier doorliep hij de volledige jeugdopleiding tot hij een 2015 voor één seizoen naar SC Buochs trok. Na dat seizoen keerde hij terug naar Luzern.

## Clubcarrière
Op 9 april 2017 maakte Knezevic zijn debuut voor FC Luzern in een match tegen FC Vaduz. Luzern wist de match met 0-2 te winnen. Zijn eerste doelpunt maakte hij enkele weken later tegen Grasshopper Club Zürich door in de 43ste minuut de 2-1 aansluitingstreffer binnen te koppen. Luzern verloor de match met 4-1.

## Clubstatistieken
| Seizoen | Club               | Land                 | Competitie         | Competitie | Competitie | Beker | Beker | Internationaal | Internationaal | Totaal | Totaal |
| Seizoen | Club               | Land                 | Competitie         | Wed.       | Dlp.       | Wed.  | Dlp.  | Wed.           | Dlp.           | Wed.   | Dlp.   |
| ------- | ------------------ | -------------------- | ------------------ | ---------- | ---------- | ----- | ----- | -------------- | -------------- | ------ | ------ |
| 2014/15 | FC Luzern          | Vlag van Zwitserland | Super League       | 0          | 0          | 0     | 0     | 0              | 0              | 0      | 0      |
| 2014/15 | → SC Buochs        | Vlag van Zwitserland | 2. Liga Inter      | 25         | 1          | 7     | 1     | —              | —              | 32     | 2      |
| 2015/16 | FC Luzern          | Vlag van Zwitserland | Super League       | 0          | 0          | 0     | 0     | —              | —              | 0      | 0      |
| 2016/17 | FC Luzern          | Vlag van Zwitserland | Super League       | 8          | 1          | 2     | 0     | 0              | 0              | 10     | 1      |
| 2017/18 | FC Luzern          | Vlag van Zwitserland | Super League       | 24         | 1          | 2     | 0     | 2              | 0              | 28     | 1      |
| 2018/19 | FC Luzern          | Vlag van Zwitserland | Super League       | 8          | 1          | 1     | 1     | —              | —              | 9      | 2      |
| 2019/20 | FC Luzern          | Vlag van Zwitserland | Super League       | 29         | 0          | 4     | 0     | 2              | 0              | 35     | 0      |
| 2020/21 | FC Luzern          | Vlag van Zwitserland | Super League       | 34         | 1          | 4     | 0     | —              | —              | 38     | 1      |
| 2021/22 | Sporting Charleroi | Vlag van België      | Jupiler Pro League | 13         | 0          | 0     | 0     | —              | —              | 13     | 0      |
| Totaal  | Totaal             | Totaal               | Totaal             | 144        | 5          | 20    | 2     | 4              | 0              | 168    | 7      |

1 Patron ·
2 Bager ·
3 Knezevic ·
4 Van Cleemput ·
5 Camara ·
6 Zorgane ·
7 Mbenza ·
8 Guiagon ·
9 Dabbagh ·
10 Badji ·
12 Closset ·
13 Benbouali ·
15 Dragsnes ·
16 Koffi ·
17 Bernier ·
18 Heymans ·
19 Štulić ·
21 Andreou ·
22 Trebel ·
25 Marcq ·
26 Ilaimaharitra  ·
27 Monticelli ·
29 Rogelj ·
32 Boukamir ·
37 Dari ·
42 Lutte ·
44 Morioka ·
55 Delavallée ·
66 Ozornwafor ·
80 Sylla ·
98 Petris ·
Coach: De Mil